# Distretto di Phunphin
Il distretto di Phunphin (in thailandese: พุนพิน) è un distretto (amphoe) della Thailandia, situato nella provincia di Surat Thani.